# جلبی، خیبر پختونخوا
جلبی (به انگلیسی: Jalbi) یک منطقهٔ مسکونی در پاکستان است که در خیبر پختونخوا واقع شده‌است.